# آماکوسا شیرو توکیسادا (فیلم)
آماکوسا شیرو توکی‌سادا (به ژاپنی: 天草四郎時貞) فیلمی آمریکایی در ژانر تاریخی، اکشن و درام که توسط اوشیما ناگیسا کارگردانی و در سال ۱۹۶۲ اکران گردیده است. این فیلم بر پایه وقایع پیرامون رهبر شورش شیمابارا، آماکوسا شیرو توکیسادا است.
در این فیلم بازیگرانی همچون هاشیزو اوکاوا  و تارو اوتوموریو ایفای نقش کرده‌اند.